# Monanchora enigmatica
Monanchora enigmatica är en svampdjursart som först beskrevs av Burton och Rao 1932.  Monanchora enigmatica ingår i släktet Monanchora och familjen Crambeidae. Inga underarter finns listade i Catalogue of Life.